# Antiboreorhynchus torquatus
Antiboreorhynchus torquatus är en plattmaskart som beskrevs av Tor Karling 1952. Antiboreorhynchus torquatus ingår i släktet Antiboreorhynchus och familjen Polycystididae. Inga underarter finns listade i Catalogue of Life.